# Leão Rabduco

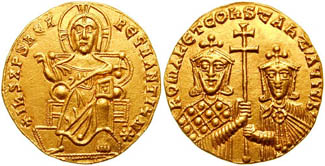
Soldo de r. e r.

Leão Rabduco (em grego: Λέων Ῥαβδοῦχος; romaniz.: Léo̱n Ravdoúchos; fl. 917) foi um nobre e diplomata bizantino do século X.

## Vida
Aparentemente foi um parente da reinante dinastia macedônica e um cunhado do famoso diplomata Leão Querosfactes. Em 917, foi governador (estratego) do Tema de Dirráquio e emissário ao príncipe Pedro da Sérvia (r. 892–917) para persuadi-lo a atacar Simeão I (r. 893–927), com quem os bizantinos estavam em guerra. Leão foi bem sucedido, mas o ataque sérvio falhou e Pedro foi levado cativo. Do Sobre a Administração Imperial do imperador Constantino VII Porfirogênito (r. 913–959) é também conhecido que Leão mais tarde foi promovido do posto de protoespatário para magistro e tornou-se logóteta do dromo.